# Pachycraerus frater
Pachycraerus frater är en skalbaggsart som beskrevs av Lewis 1897. Pachycraerus frater ingår i släktet Pachycraerus och familjen stumpbaggar. Inga underarter finns listade i Catalogue of Life.